# Hensies
Hensies är en kommun i Belgien.   Den ligger i provinsen Hainaut och regionen Vallonien, i den sydvästra delen av landet, 70 km sydväst om huvudstaden Bryssel. Antalet invånare är 6 806. Hensies gränsar till Bernissart.
Trakten runt Hensies består till största delen av jordbruksmark. Runt Hensies är det ganska tätbefolkat, med 108 invånare per kvadratkilometer.